# 周顯 (將領)
周顯（？—1372年），安徽合肥人，明朝军事将领。
其早年跟随朱元璋渡江，累功至指揮同知。洪武三年，攻下應昌紅羅山寨，升任指揮使。洪武五年，随李文忠北伐，在阿魯渾河与元朝部队大战，后战死。